# Kiss (When the Sun Don't Shine)
Kiss (When the Sun Don't Shine) è un singolo del gruppo musicale olandese Vengaboys, pubblicato il 24 novembre 1999 come primo estratto dall'album The Platinum Album.

## Video musicale
Il video musicale, filmato a Tokyo, vede il gruppo eseguire una coreografia del ballo giapponese Para Para.

## Tracce
CD Singolo
1. Kiss (When The Sun Don't Shine) (Hitradio) – 3:31
2. Kiss (When The Sun Don't Shine) (Hitradio XXL) – 5:25

CD Maxi
1. Kiss (When The Sun Don't Shine) (Hitradio) – 3:31
2. Kiss (When The Sun Don't Shine) (Hitradio XXL) – 5:25
3. Kiss (When The Sun Don't Shine) (Karaoke) – 3:31
4. Kiss (When The Sun Don't Shine) (DJ Jean RMX) – 8:03
5. Kiss (When The Sun Don't Shine) (Airscape RMX) – 8:59
6. Kiss (When The Sun Don't Shine) (Southside Spinner RMX) – 8:12
7. Vengababes From Outer Space – 3:25

12" Maxi
1. Kiss (When The Sun Don't Shine) (Hitradio XXL) – 5:25
2. Kiss (When The Sun Don't Shine) (Hitradio) – 3:31
3. Kiss (When The Sun Don't Shine) (DJ Jean RMX) – 8:03

## Classifiche

### Classifiche settimanali
| Classifica (1999-00) | Posizione massima |
| -------------------- | ----------------- |
| Australia            | 17                |
| Austria              | 14                |
| Belgio (Fiandre)     | 15                |
| Belgio (Vallonia)    | 65                |
| Francia              | 53                |
| Germania             | 10                |
| Irlanda              | 3                 |
| Norvegia             | 20                |
| Nuova Zelanda        | 1                 |
| Paesi Bassi          | 3                 |
| Regno Unito          | 3                 |
| Spagna               | 5                 |
| Svezia               | 3                 |
| Svizzera             | 14                |

### Classifiche di fine anno
| Classifica (1999) | Posizione |
| ----------------- | --------- |
| Paesi Bassi       | 45        |
| Classifica (2000) | Posizione |
| Paesi Bassi       | 83        |
| Svezia            | 65        |